# Arthur Löwe
Arthur Filip Löwe, född 22 november 1912 i Sankt Matteus församling, Stockholm, död 3 juni 2000 i Oscars församling, Stockholm, var en svensk arkitekt.
Löwe, som var son till kassören Karl Filip Löwe och Hanna Gundborg Ohlsson, studerade arkitektur vid Kungliga tekniska högskolan 1932-1937 Han antogs till Kungliga Konsthögskolans avdelning för arkitektur 1947 Han tjänstgjorde sedan vid Stockholms stads fastighetskontor, där han 1954 blev tillförordnad förste byråingenjör vid bostadsavdelningen och blev sedermera överarkitekt vid fastighetskontorets saneringsavdelning. Han var, som skribent och föreläsare, engagerad i bevarande av äldre stadsbebyggelse och utgav Låt stå! Om bevarande av stadsmiljön (tillsammans med Börje Blomé, Anna Holst och Bengt Åkerlund, 1972) och Bevara Gamla stan (1978). Han är gravsatt på Norra begravningsplatsen vid Stockholm.